# Beril roșu
Berilul roșu, denumit și smarald roșu, este un mineral foarte rar. Culoarea este dată de ionii de mangan. Este o formă de beril. Are duritatea de 7.5-8 pe scara Mohs.

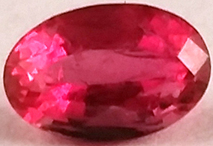
Beril roșu tăiat de 112 mg